# روزالي فون راوخ
الكونتيسة روزالي فون راوخ (بالألمانية: Rosalie von Rauch) (1820 – 1879) كانت الابنة الوحيدة للجنرال غوستاف فون راوخ. في 31 يوينو 1850 تزوجت الأمير البروسي ألبرخت ابن فريدرش فيلهلم الثالث ملك بروسيا. وأنجبت منه فيلهلم وفريدرش.